# Улеб
Улеб (церк.-слав. Улѣбъ, в летописях Ѹлѣбъ) — мужское русское личное имя скандинавского происхождения. Общепринятым считается происхожденияе от древнескандинавского имени Ǫleifr (Олаф). Возможным, но спорным с лингвистической точки зрения, является также происхождение (отождествление или смешение) со скандинавским именем Ульвъ или Ульбъ (Ulfr, волк).

## Известные носители имени
- Улеб (по другой версии Ульв[2]) — сын Рёгнвальда Ульвссона, посадника в Ладоге. Новгородский воевода в походе на «Железные Ворота» в 1032 году. Обе версии имени (Улеб и Ульв) хорошо вписываются в антропонимический контекст, так как ребенка могли назвать как в честь деда по отцу, так и в честь прадеда и дяди со стороны матери, в роду которой имена чередовались как Трюгви — Олав Трюгвиссон (прадед со стороны матери) — Трюгви Олавссон (дед со стороны матери) — Олав Трюгвиссон (дядя со стороны матери)[2].
- Улеб Игоревич (ум. 971) — предположительно сын князя Игоря Рюриковича и брат князя Святослава.